# Dotoramades sambiranensis
Dotoramades sambiranensis là một loài bọ cánh cứng trong họ Cerambycidae.